# Jestřabí Lhota
Jestřabí Lhota – wieś i gmina w Czechach, w powiecie Kolín, w kraju środkowoczeskim. Według danych z dnia 1 stycznia 2013 liczyła 364 mieszkańców.